# North Freedom
North Freedom est un village du comté de Sauk, dans l'État du Wisconsin, aux États-Unis. En 2020, il comptait une population de 603 habitants.